# Drottningen 5

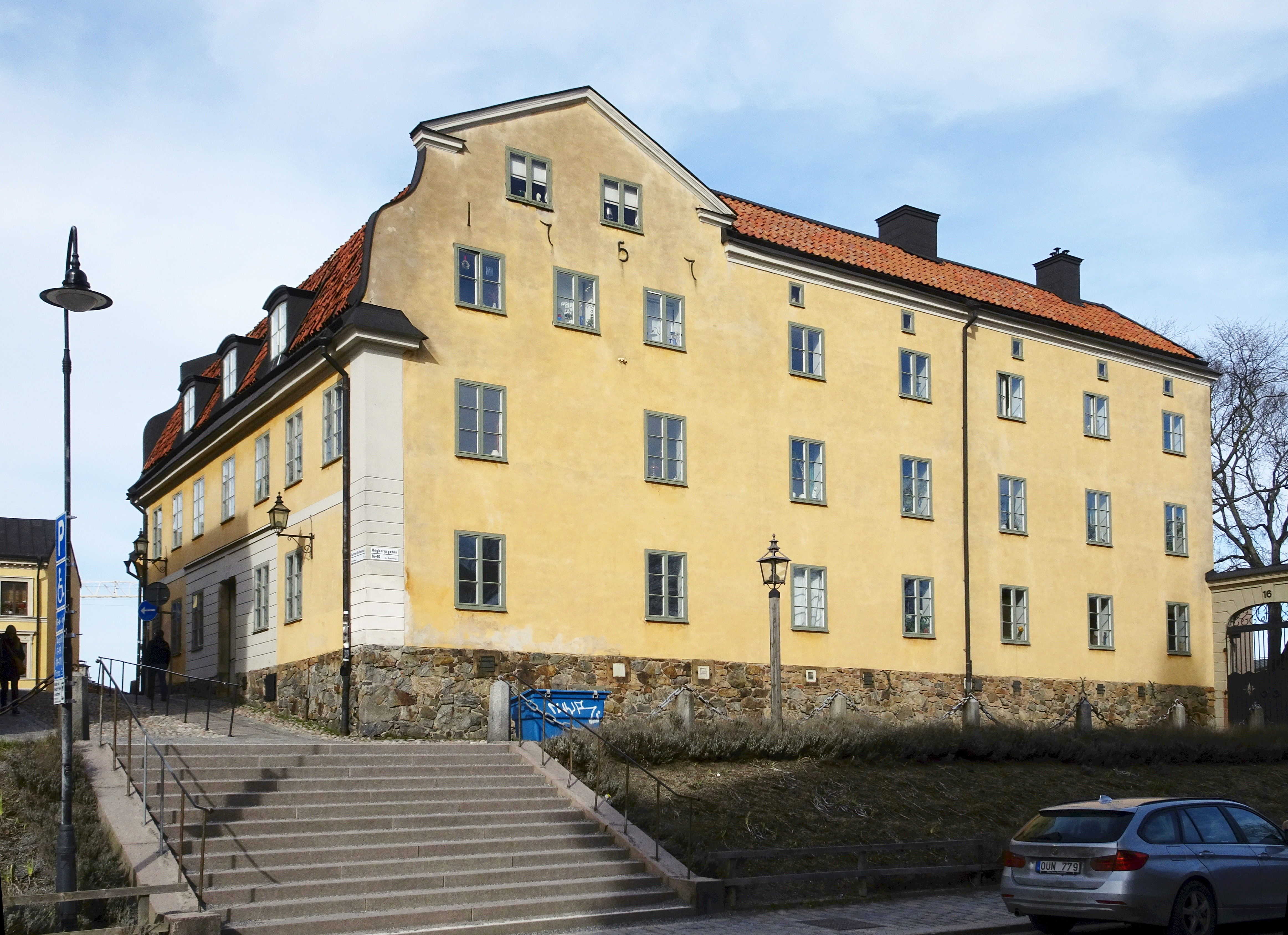
Fastigheten Drottningen 5 sedd från Högbergsgatan, mars 2019.

Drottningen 5 är en kulturhistoriskt värdefull fastighet i kvarteret Drottningen, i hörnet Högbergsgatan 16 / Katarina kyrkobacke 7 på Södermalm i Stockholm. Byggnaden uppfördes på 1700-talets mitt som hyreshus. Fastigheten består av flera byggnader som ägs av AB Stadsholmen och är blåmärkt av Stadsmuseet i Stockholm, vilket innebär att den utgör "synnerligen höga kulturhistoriska värden".

## Kvarteret
Dagens kvarteret Drottningen motsvarar det äldre kvarteret Glasbruket östra. I trakten fanns och finns fortfarande flera ”Glasbrukskvarter” exempelvis Glasbruksklippan, Glasbruket Större, Mindre, Östra, Wästra och Öfra samt vägar som Lilla och Stora Glasbruksgatan. Samtliga namn syftar på det glasbruk som låg här under 1660-talet och sysselsatte ett 40-tal arbetare. Bruket uppfördes ursprungligen 1641 på Kungsholmen av Melker (Melchior) Jung (1615–1678) och flyttades efter en brand till Stadsgården (se Jungs glashytta).
Glasbrukskvarteten och -gatorna reglerades inte vid den stora omdaningen av Södermalm som tog sin början 1641 (se Stadsplanering i Stockholm). Anledning var det otillgängliga, bergiga läget på Katarinabergets norra sluttning. Än idag karakteriseras området av många trappor och "krokiga" vägar. Bebyggelsen i området bestod huvudsakligen av låga timmerhus som till största delen utplånades i Katarinabranden 1723. Den tidigare fastighetsbeteckningen för nuvarande Drottningen 5 var Glasbruket östra 9. På Petrus Tillaeus karta från 1733 fanns ingen tomt här utan berg och en sorts förplats till Katarina kyrka. Närmaste tomt i norr markerade Tillaeus med XXXV vilket står för Glasbruket östra. 

Fastigheten Glasbruket östra 9 / Drottningen 5 genom tiden
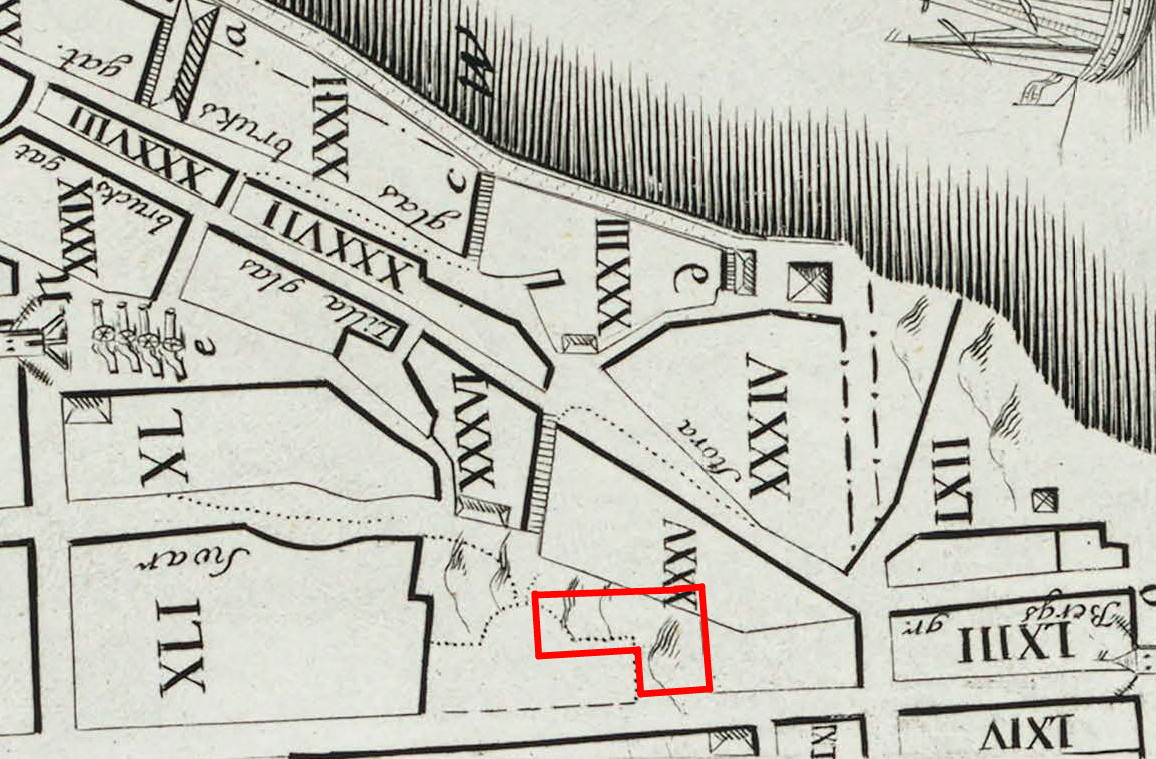
1733
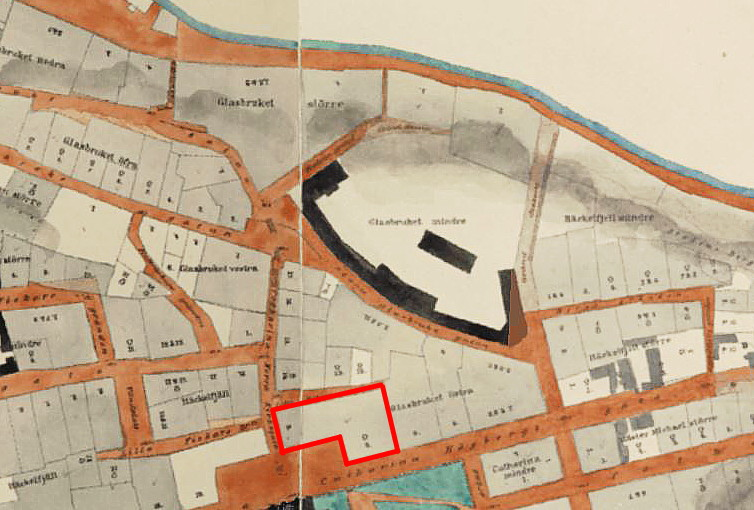
1863
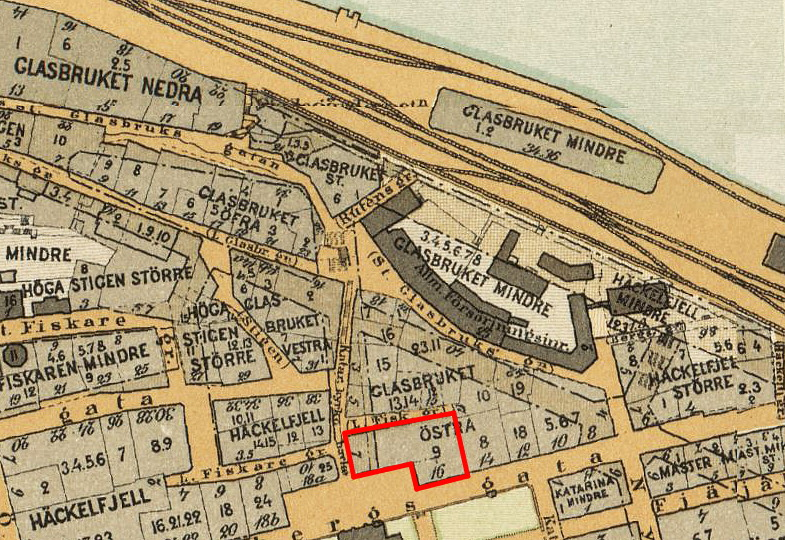
1899
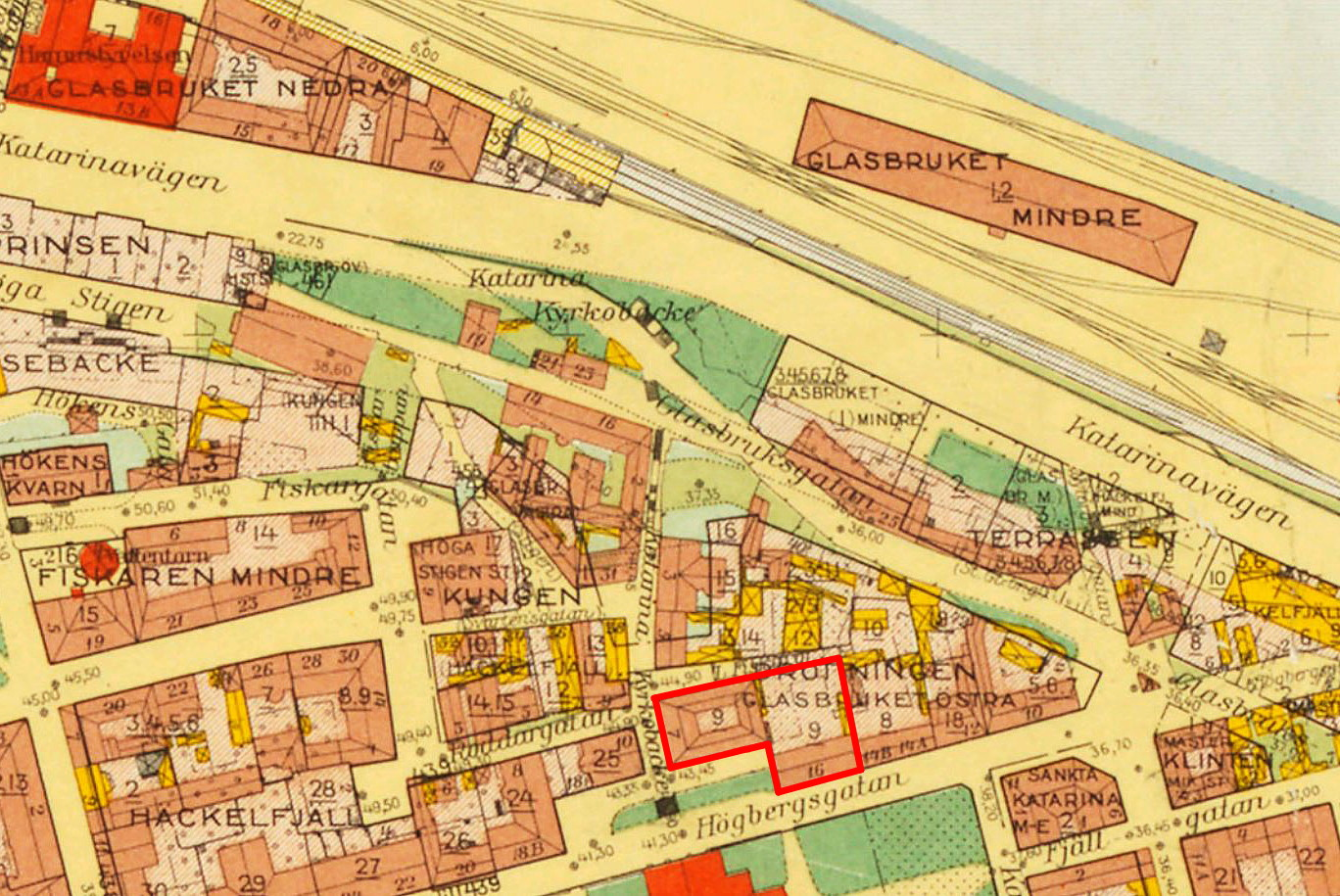
1940
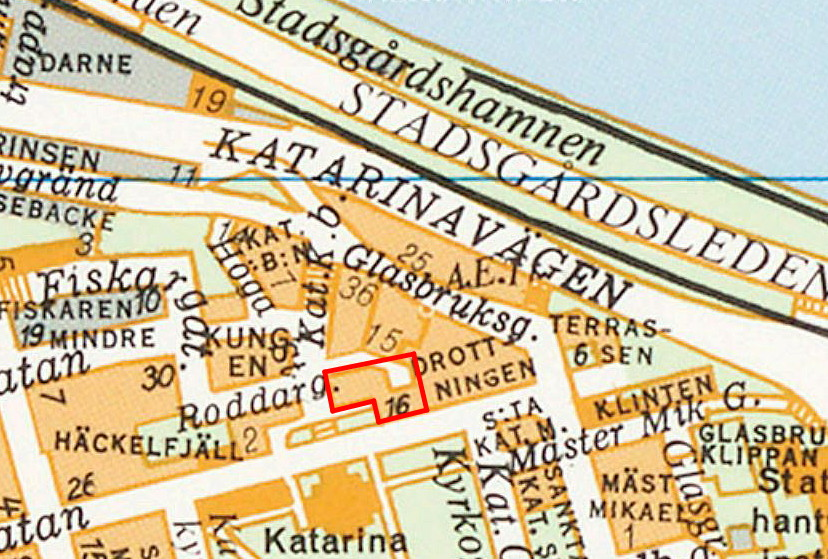
1996

## Historik

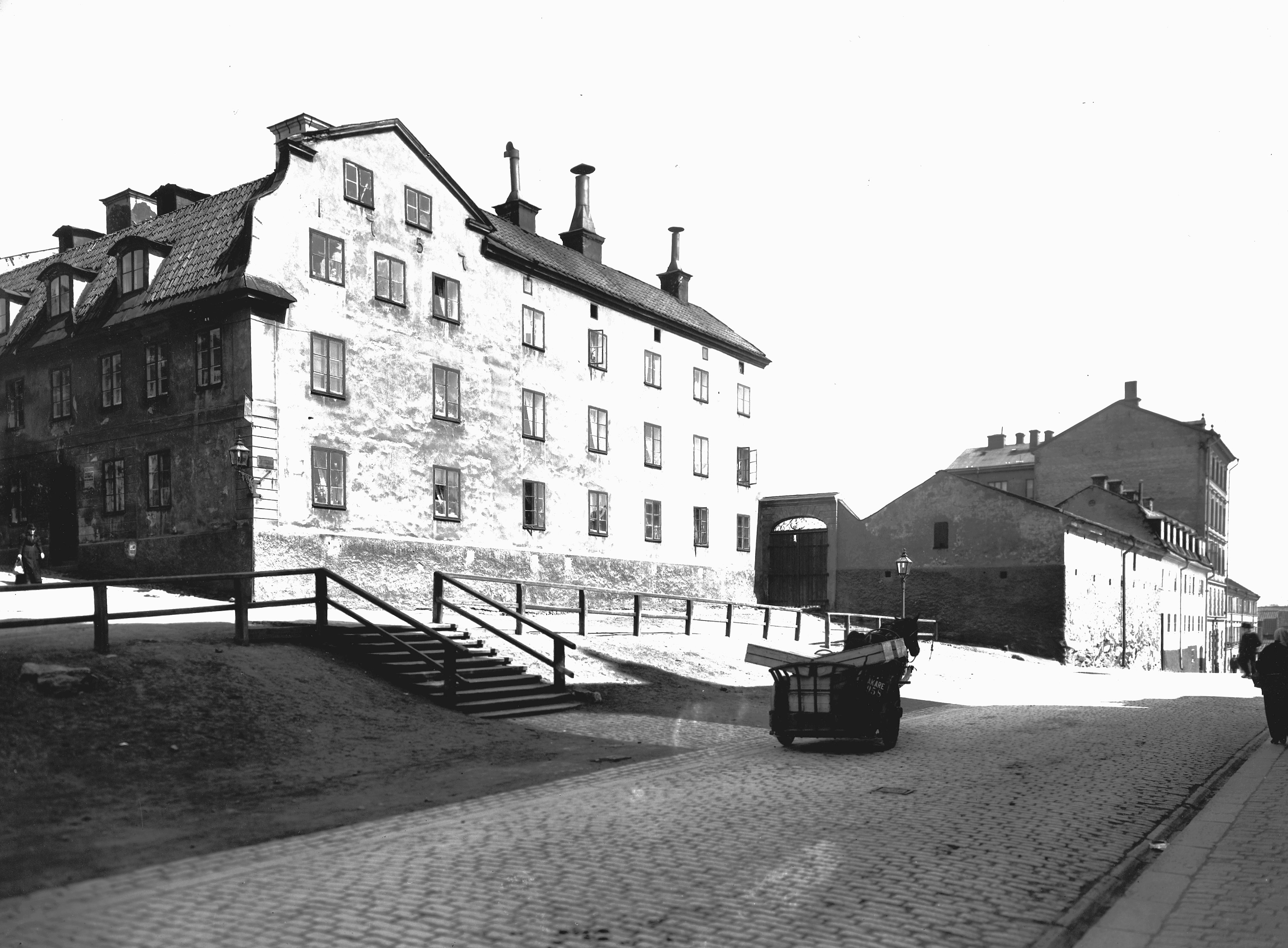
Fastigheten 1902.

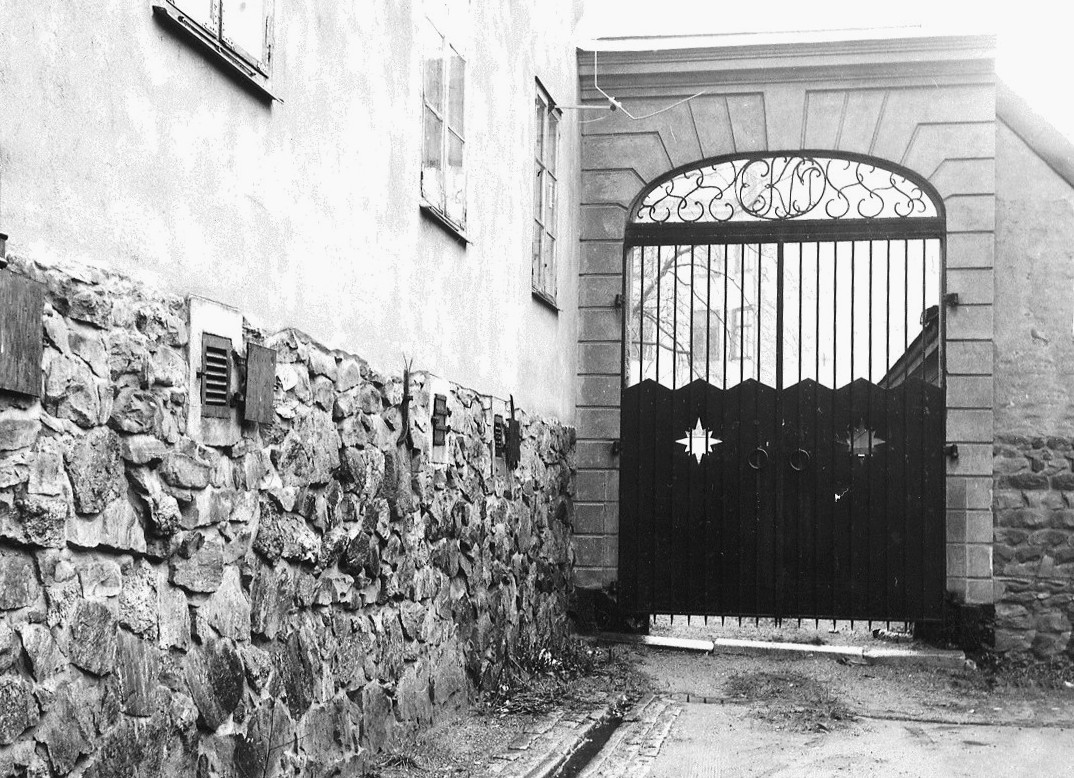
Grind med initialer EKM (Elias Kullman)

Omkring 1750 bildades en tomt i kvarteret Glasbruket östra som skräddarmästaren Elias Kullman (ibland stavat Kuhlman, Kühlman eller Kihlman) förvärvade i avsikt att bebygga den med ett hyreshus. Han tillhörde stadens välbeställda borgare, och hade några år tidigare stått som byggherre för Glasbruket västra 2 (nuvarande fastigheten Katarinabacken 1) i hörnet Klevgränd 16 / Katarina kyrkobacke 2. 
Kullmans hus mittemot Katarina kyrka stod färdig 1757, datumet finns på husets fasad mot Högbergsgatan. År 1759 utökades bebyggelsen med flyglar i tre våningar och en liten attikavåning högst upp. Flyglarna gjorde att komplexet slöt sig som en fyrkant kring en stensatt innergård. Till anläggningen hörde även en magasinsbyggnad vid Högbergsgatan som också tillkom under slutet av 1750-talet. Magasinet fungerade som uthus och karakteriseras mot Högbergsgatan av höga, slutna murar av gråsten och sandsten samt gulfärgad slätputs däröver. I den höga stenfasaden märks en rad sandstensinfattade ventilationsgluggar som omtalas i försäkringshandlingar från 1759. Portalen mellan magasin och bostadshus lät Kullman pryda med sitt namnchiffer EKM i dekorativt smide. Den återställdes vid renoveringen 1972.
Huset som Kullman lät bygga i kvarteret Glasbruket östra och hans tidigare fastighet i kvarteret Glasbruket västra kan betraktas som renodlade hyreskaserner med uppgift att generera intäkter. Vid 1700-talets mitt var det en relativ ovanlig företeelse i Stockholm. Till en början bodde Kullman i sitt hyreshus vid Klevgränd 16 men flyttade 1760 med hustru till Högbergsgatan 16. Till grannar och hyresgäster hörde bland andra orgeltramparen och tornväktaren i Katarina kyrka, officerare, bergsprängare, silkesvävare och änkor. Flera var även kaptener, styrmän eller sjömän, huvudsakligen i handelsflottan, totalt hade Kullman 36 hyresgäster 1759. 
År 1760 hade Elias Kullman sagt upp sitt burskap som skräddarmästare och var "utan borgerlig näring". Han levde istället på uthyrning av bostäder. Kullman avled troligen 1763 eller 1764 och fastigheten vid Klevgränd ärvdes av bryggaren Carl Fredrik Kullman, medan fastigheten vid Högbergsgatan övertogs av skeppare verksamma inom handelssjöfarten. En av dem, Anders Bergman Miller, lät 1827 utföra vissa förbättrings- och reparationsarbeten på fastigheten.

## Stockholms stad tar över
I början av 1890-talet förvärvades Glasbruket östra 9 samt flera andra fastigheter öster och väster om Katarina kyrkobacke av Stockholms stad. Det dröjde till 1973 innan fastigheten renoverades och moderniserades till nutida standard. Mindre lägenheter slogs ihop till större och alla fick badrum och kök. Gamla avträden på bakgården revs och gården rustades upp med planteringar och grusgångar. Magasinet byggdes om för att rymma tvättstuga. För ritningarna ansvarade Göran Streijffert på arkitektkontoret AOS Arkitekter. Under 1990-talets slut genomfördes en fasadupprustning och omkring år 2000 ommålades trapphusen i kulörer efter förslag från Stadsmuseet.

## Rivningshot och kulturreservat
När Stockholms stad köpte fastigheten i början på 1890-talet var det meningen att riva stora delar av bebyggelsen. På 1800-talets slut planerade staden omfattande regleringar av gator och kvarter norr och öster om Katarina kyrka, vilka framgår av samtida kartor men som aldrig genomfördes fullt ut. Först i stadsplanen (Pl 7670) från 29 december 1982 ströks de sista regleringarna och fastigheten Drottningen 5 Q-märktes tillsammans med flera andra fastigheter. I tillhörande planbeskrivning tydliggjordes att de "konst- och kulturhistoriskt värdefulla byggnader" från 1700- och 1800-talen inom området ingår i ett kulturreservat och får ej förvanskas. I tidigare stadsplaner saknades sådana bestämmelser. Man hänvisade även till Katarinabergsutredningen från 1972 som föreslog att "den äldre befintliga bebyggelsen inom området [skulle] bevaras..." Idag har området, tillsammans med Mariaberget, Åsöberget och Stigberget, den största koncentrationen av bevarad 1700-talsbebyggelse på malmarna. 

Nutida bilder
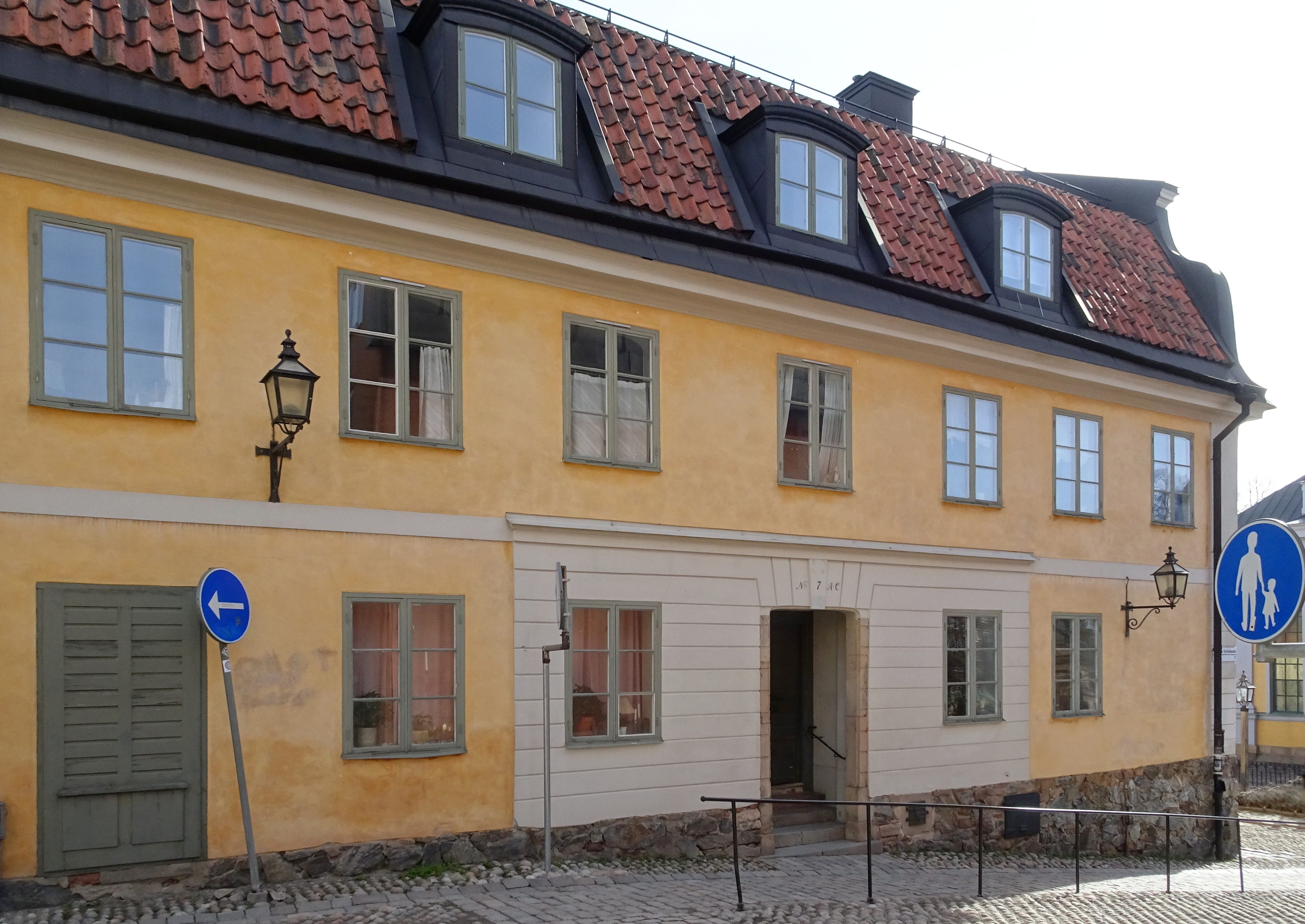
Fastighetens första byggnadsetapp från 1757, fasad mot Katarina kyrkobacke.
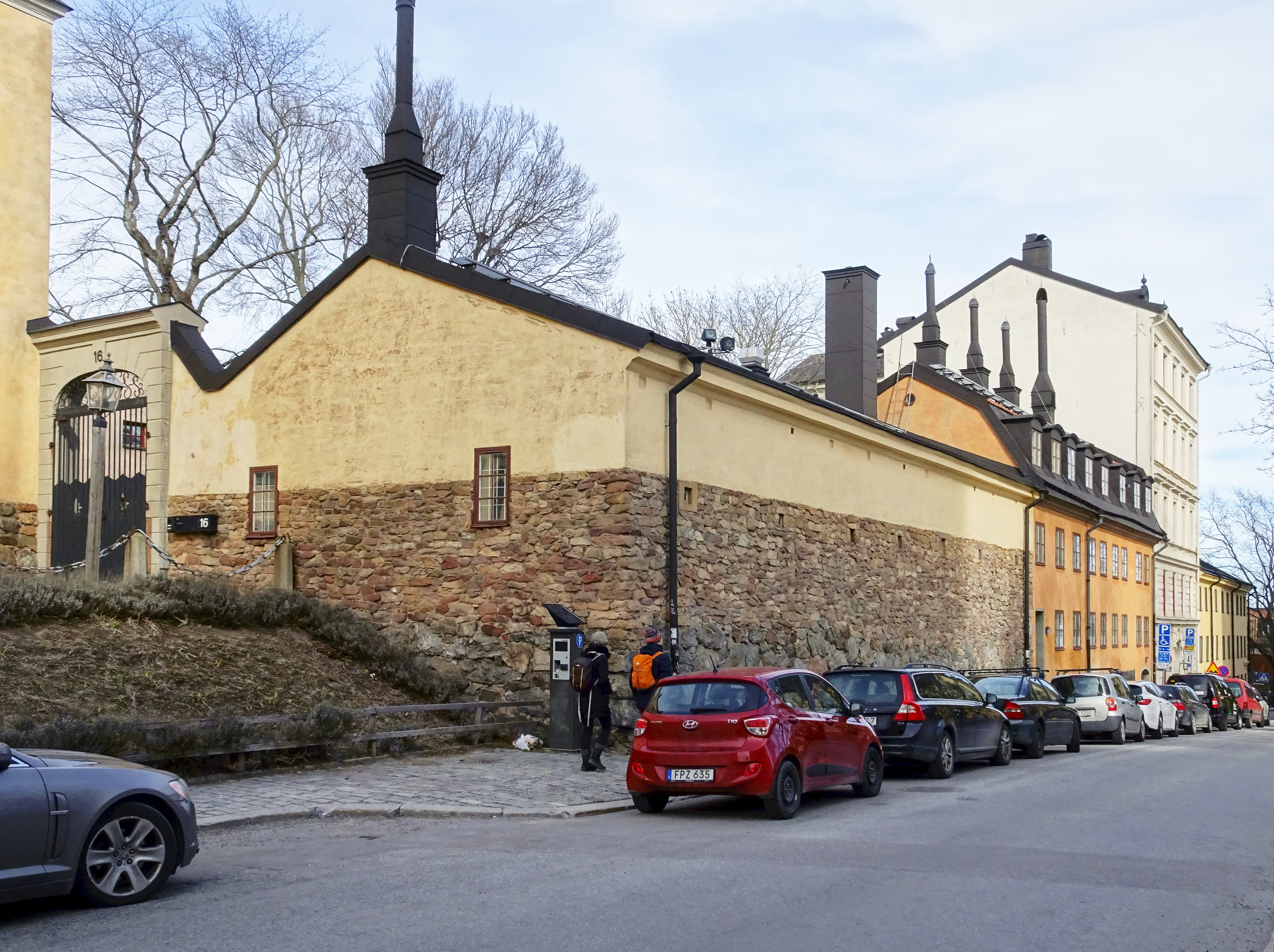
Grinden till bakgården och magasinet vid Högbergsgatan.
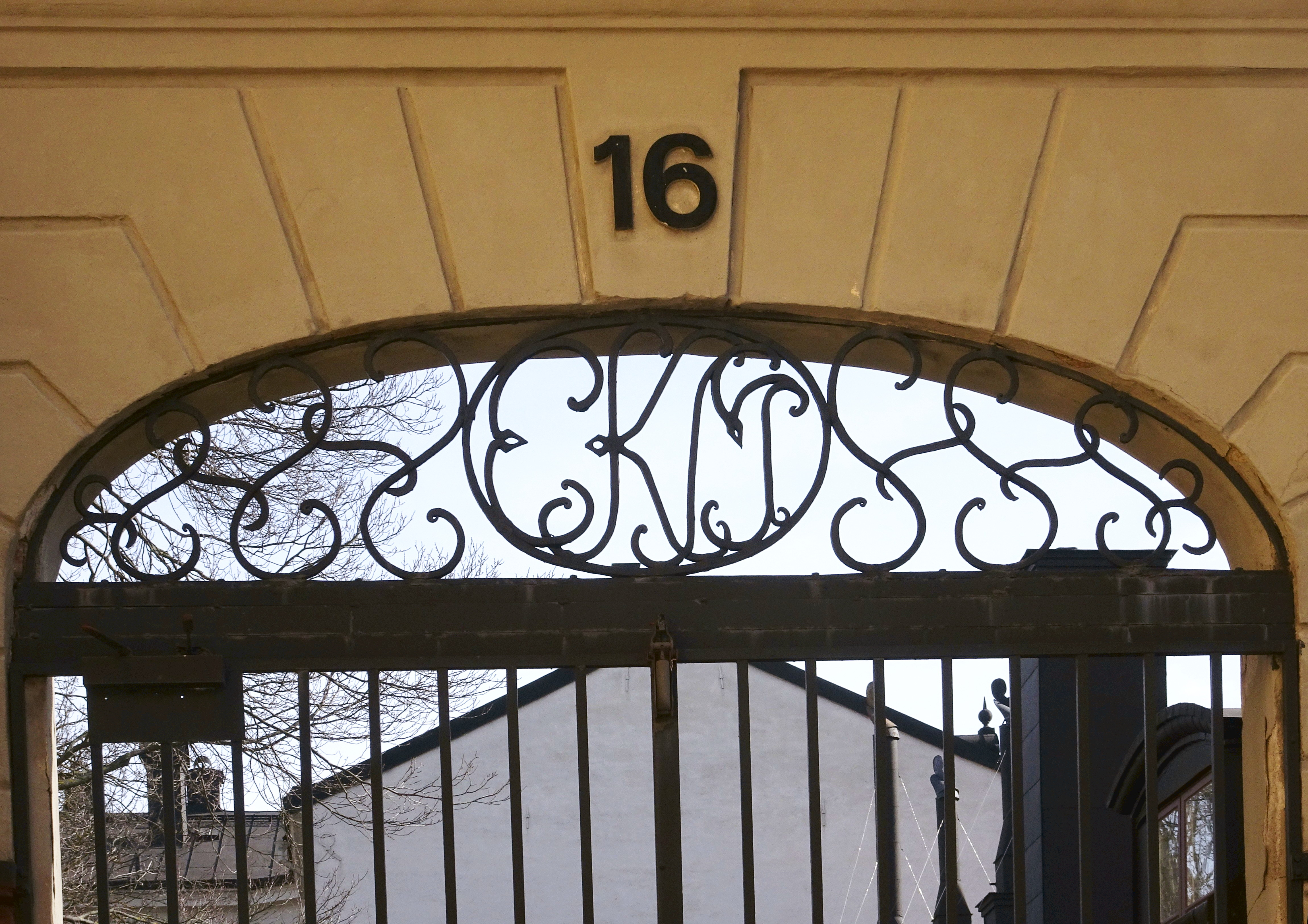
Elias Kullmans initialer i smidesgrinden.
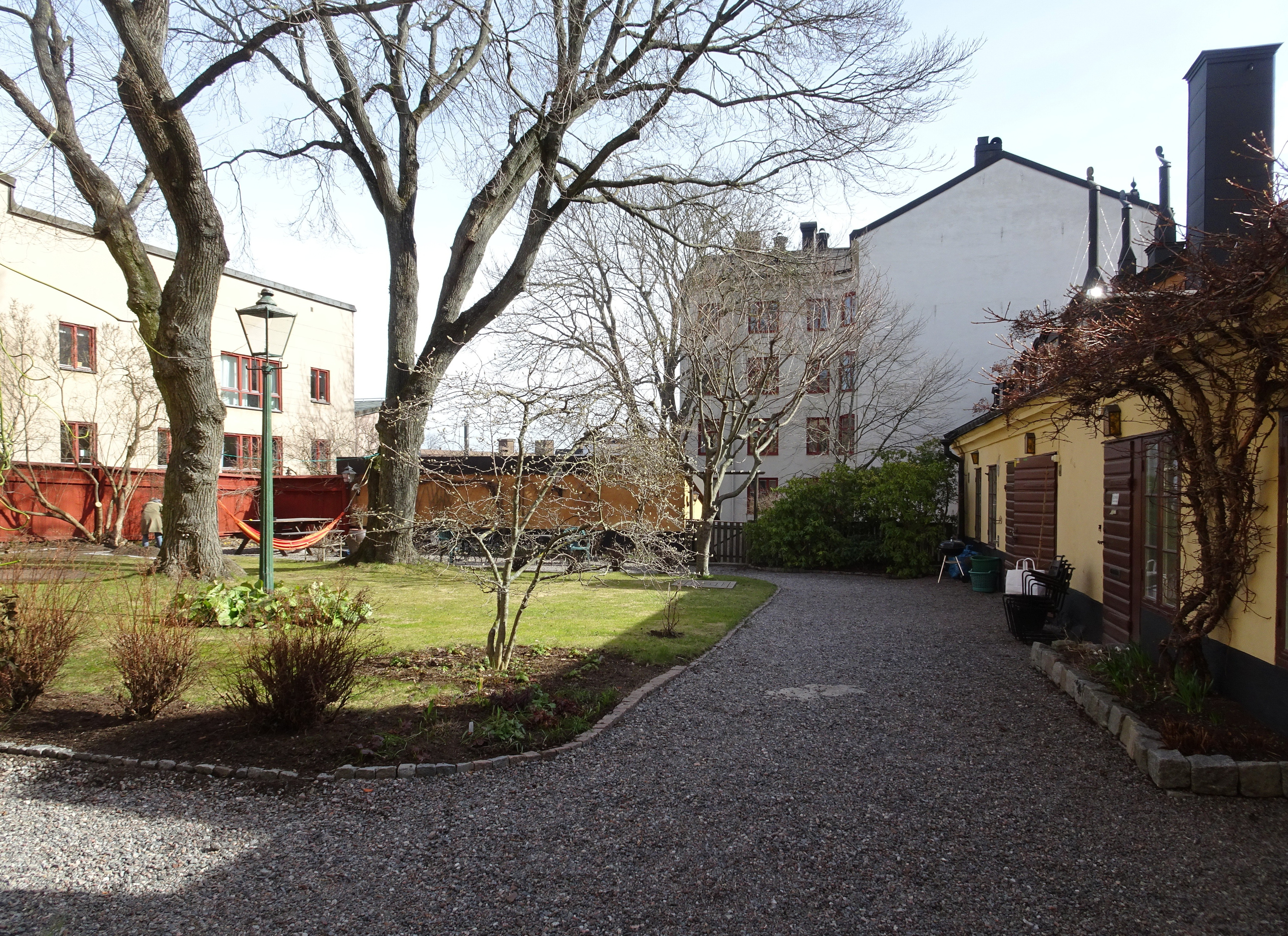
Innergården vy mot öster med magasinets övre del till höger.
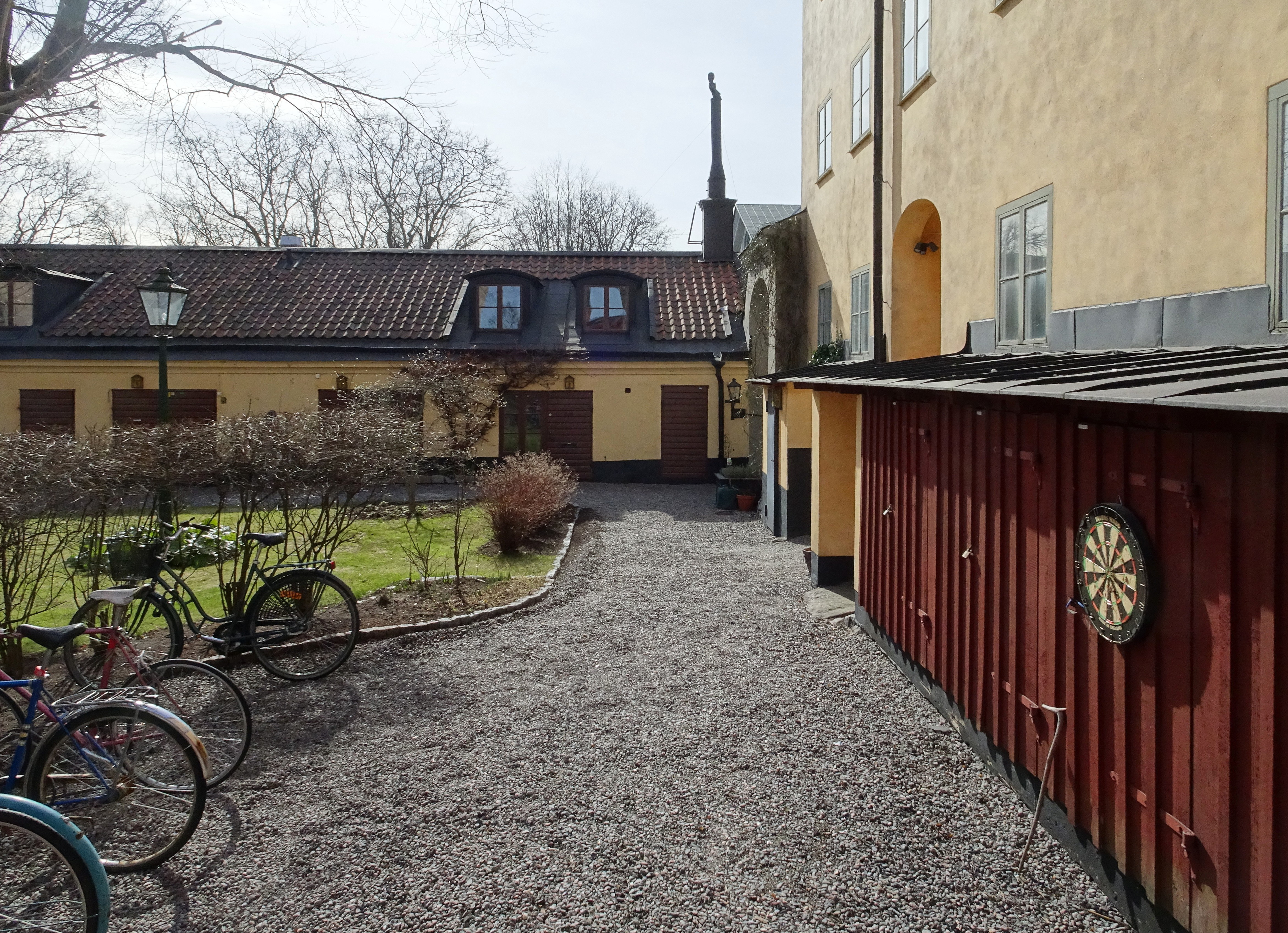
Innergården vy mot söder med magasinet rakt fram.